# Aconitum lethale
Aconitum lethale är en ranunkelväxtart som beskrevs av Griffith. Aconitum lethale ingår i släktet stormhattar, och familjen ranunkelväxter. Inga underarter finns listade i Catalogue of Life.